# Cockburn Island
Cockburn Island est une municipalité de la province canadienne de l'Ontario, située dans le district de Manitoulin. Elle est séparée du point le plus occidental de l'île Manitoulin par le détroit de Mississagi et de l'île Drummond, au Michigan, par le canal False Detour. L'île est incorporée en tant que canton municipal de Cockburn Island.
L'île contient environ 80 chalets qui sont détenus et occupés par des familles comme propriétés de vacances et a donc une population estimée de 200 à 300 personnes en été. Cependant, le seul résident permanent de l'île est un employé d'entretien du canton et donc sa population officielle au recensement est généralement enregistrée comme nulle en raison des pratiques de Statistique Canada qui arrondissent la population des collectivités de moins de 15 personnes. Historiquement, l'île avait une population permanente allant jusqu'à 1 000 habitants et a évolué d'une colonie conventionnellement peuplée à une zone de campagne saisonnière de chalets après l'arrêt du service de ferry régulier de l'île dans les années 1960.

## Source
- (en) Cet article est partiellement ou en totalité issu de l’article de Wikipédia en anglais intitulé « Cockburn Island (Ontario) » (voir la liste des auteurs).